# Ney (Jura)
Ney és un municipi francès situat al departament del Jura i a la regió de Borgonya - Franc Comtat. L'any 2007 tenia 587 habitants.

## Demografia

### Població
El 2007 la població de fet de Ney era de 587 persones. Hi havia 255 famílies de les quals 74 eren unipersonals (45 homes vivint sols i 29 dones vivint soles), 90 parelles sense fills, 70 parelles amb fills i 21 famílies monoparentals amb fills.
La població ha evolucionat segons el següent gràfic:
Habitants censats

### Habitatges
El 2007 hi havia 288 habitatges, 258 eren l'habitatge principal de la família, 18 eren segones residències i 12 estaven desocupats. 213 eren cases i 73 eren apartaments. Dels 258 habitatges principals, 206 estaven ocupats pels seus propietaris, 51 estaven llogats i ocupats pels llogaters i 1 estava cedit a títol gratuït; 2 tenien una cambra, 12 en tenien dues, 34 en tenien tres, 59 en tenien quatre i 151 en tenien cinc o més. 223 habitatges disposaven pel capbaix d'una plaça de pàrquing. A 125 habitatges hi havia un automòbil i a 114 n'hi havia dos o més.

### Piràmide de població
La piràmide de població per edats i sexe el 2009 era:
| Homes | Edats   | Dones |
| ----- | ------- | ----- |
| 0     | 95 o +  | 0     |
| 0     | 90 a 94 | 0     |
| 0     | 85 a 89 | 0     |
| 4     | 80 a 84 | 0     |
| 8     | 75 a 79 | 8     |
| 24    | 70 a 74 | 24    |
| 12    | 65 a 69 | 24    |
| 28    | 60 a 64 | 24    |
| 8     | 55 a 59 | 20    |
| 24    | 50 a 54 | 12    |
| 4     | 45 a 49 | 4     |
| 24    | 40 a 44 | 20    |
| 28    | 35 a 39 | 24    |
| 28    | 30 a 34 | 28    |
| 20    | 25 a 29 | 16    |
| 12    | 20 a 24 | 12    |
| 16    | 15 a 19 | 4     |
| 12    | 10 a 14 | 28    |
| 28    | 5 a 9   | 8     |
| 16    | 0 a 4   | 24    |

## Economia
El 2007 la població en edat de treballar era de 344 persones, 270 eren actives i 74 eren inactives. De les 270 persones actives 254 estaven ocupades (135 homes i 119 dones) i 15 estaven aturades (6 homes i 9 dones). De les 74 persones inactives 32 estaven jubilades, 27 estaven estudiant i 15 estaven classificades com a «altres inactius».

### Ingressos
El 2009 a Ney hi havia 244 unitats fiscals que integraven 590,5 persones, la mediana anual d'ingressos fiscals per persona era de 19.123 €.

### Activitats econòmiques
Dels 26  establiments que hi havia el 2007, 1 era d'una empresa de fabricació de material elèctric, 4 d'empreses de fabricació d'altres productes industrials, 7 d'empreses de construcció, 5 d'empreses de comerç i reparació d'automòbils, 1 d'una empresa de transport, 2 d'empreses d'hostatgeria i restauració, 1 d'una empresa d'informació i comunicació, 1 d'una empresa financera, 1 d'una empresa immobiliària i 3 d'empreses de serveis.
Dels 10 establiments de servei als particulars que hi havia el 2009, 1 era un taller de reparació d'automòbils i de material agrícola, 1 paleta, 2 guixaires pintors, 4 fusteries i 2 restaurants.
L'any 2000 a Ney hi havia 7 explotacions agrícoles.

## Equipaments sanitaris i escolars
El 2009 hi havia una escola elemental integrada dins d'un grup escolar amb les comunes properes formant una escola dispersa.

## Poblacions més properes
El següent diagrama mostra les poblacions més properes.